# 유도자

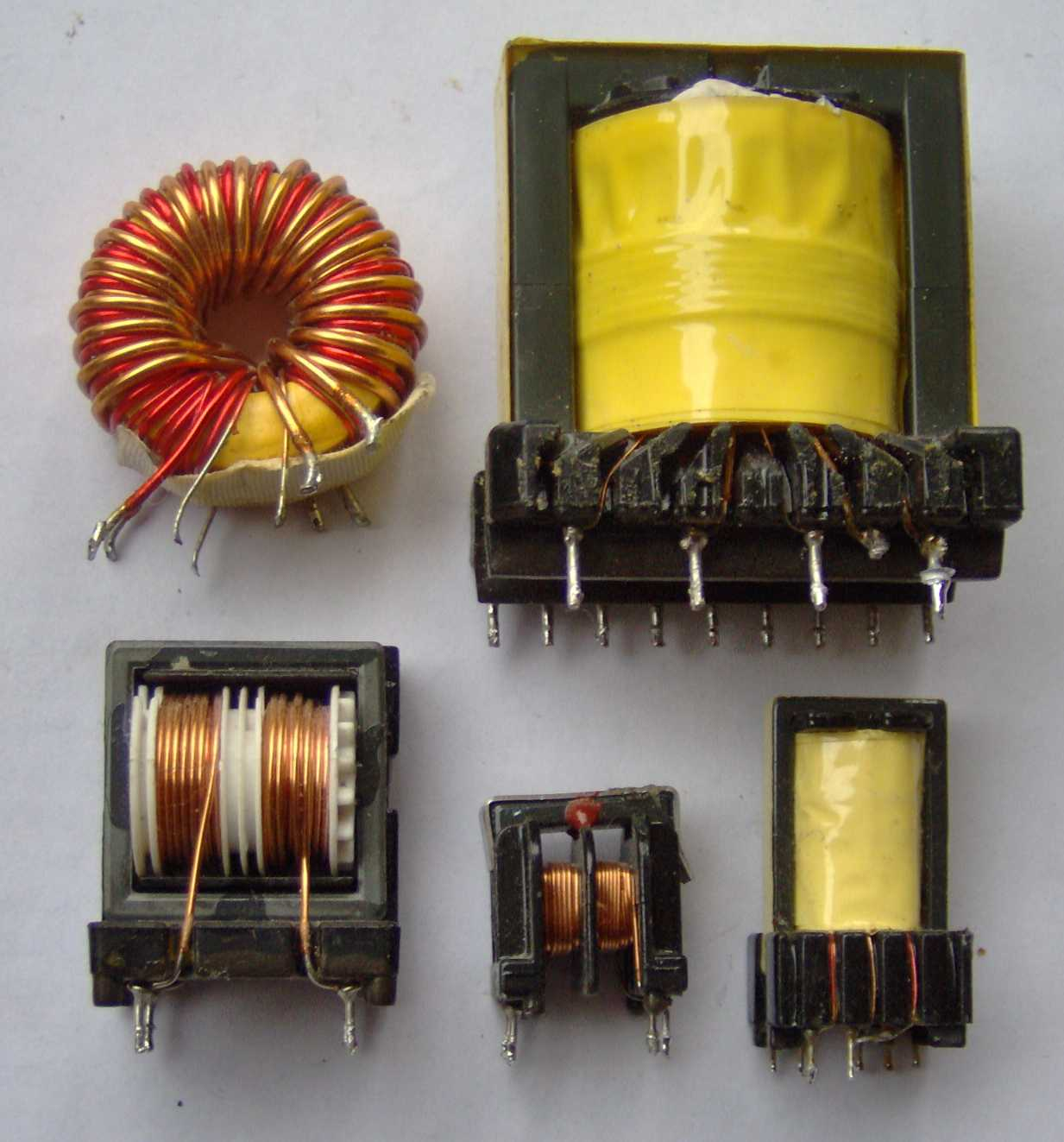

유도자(誘導子, inductor)는   전자석의 일종이자 수동소자 전자 부품이다. 유도자는 자신을 통과하는 전류의 변화를 방해하는 방향으로 작용한다. 전선 따위의 전도체로 이루어져 있으며, 보통 코일의 형태로 꼬여 있다. 유도자에 전류가 흐르면, 코일 속에 자기장의 형태로 자기 에너지가 일시적으로 저장된다. 유도자에 흐르는 전류가 변하면, 패러데이 전자기 유도 법칙에 따라 시간 가변성 자기장이 유도자에 전압을 유도한다.
유도자의 성질은 전류변화에 대한 전압의 비율인 인덕턴스로 결정지어진다. 그 단위는 헨리(H)이다. 대부분의 유도자의 인덕턴스는 보통 1 µH (10−6H) to 1 H 정도의 값을 가진다. 많은 유도자는 자기장과 인덕턴스를 증가시키는 철 또는 페라이트로 만들어지는 자기 철심을 가지고 있고, 대다수의 유도자는 자기 철심을 중심으로 감겨진 전기 전도체가 있다. 유도자는 축전기와 저항과 함께 기본적인 선형 전자 부품이다. 인덕터는 많은 교류 회로, 특히 라디오 관련 회로에 쓰인다. 많은 경우에 직류 전류는 통과시키고 높은 주파수의 전류는 막는 역할을 하는데, 이런 일에 쓰이는 유도자를 초크라 부른다. 또한, 여러 가지 주파수가 섞인 신호를 주파수에 따라 분리하는 역할을 가진 필터 회로에 쓰이며 축전기과 같이 쓰여 라디오 튜닝이나 TV 입력 회로 등에 쓰이는 공진 회로로 쓰인다.

## 개요

유도자를 나타내는 기호

인덕턴스 (L)는 전기 전도체를 흐르는 전류로부터 생기는 자기장으로부터 생긴다. 전류가 전도체 내부에서 흐르면 그 주변으로 자기 선속이 생기는데, 수학적으로 인덕턴스는 일정량의 전류(i)가 흐를 때 생기는 자기 선속 (φ)으로서 정의된다.

{\displaystyle L={d\phi  \over di}\,}        (1)
자기 선속에 비해 투자율이 일정한 물질(철이나 페라이트는 그렇지 않다)은 L이 일정하여 (1) 다음과 같이 간단하게 정리된다.
{\displaystyle L={\phi  \over i}}
모든 전선과 전도체는 전류가 흐를 때 자기장을 만드므로, 모든 전도체는 약간이라도 인덕턴스가 있다. 투자율과 전류가 흐르는 모양과 위치가 인덕턴스의 양을 정하므로, 유도자의 전선 또는 전도체는 자기장을 높이기 위해 설계 및 설치되어 있다. 전선을 코일에 감는 횟수가 높아질수록 자기 선속의 양이 늘어나므로 자기장이 늘어나고 인덕턴스 역시 증가한다. 즉, 전선을 더 많이 감을수록 인덕턴스가 증가한다. 또한 인덕턴스는 코일의 모양, 전선의 간격, 그리고 여러 가지 변수에 따라 변한다. 코일을 자기 철심등 강자성이 있는 물질에 감으면 전류에 의한 자기장이 물질을 자기화시켜 자기 선속이 증가한다. 이런 강자성이 있는 물질의 높은 투자율은 유도자의 인덕턴스를 없는 것에 비해 수천배로 늘이는 역할이 있다.

## 구성 방정식
유도자를 통과하는 전류의 변화는 변하는 자기 선속을 발생시키고, 패러데이 전자기 유도 법칙에 의해 기전력이 발생된다. 그 양은 다음과 같다.

{\displaystyle v={d\phi  \over dt}\,}
위 (1)로 부터
{\displaystyle v={d \over dt}(Li)=L{di \over dt}\,}      (2)
그러므로 인덕턴스는 일정량의 전류 변하에 의한 기전력의 양을 또한 뜻하게 된다. 예를 들어, 1헨리를 가진 유도자의 전류량이 초당 1암페어 만큼 변하면 1볼트의 기전력이 생기는 것이다.
유도자의 반대되는 개념으로서 축전기가 있다. 자기장과 전류의 관계로 정의된 유도자와 달리, 축전기는 전기장과 전압의 관계로 정의되어 있다. 축전기의 정의 방정식은 유도자의 정의 방정식의 인덕턴스는 전기용량으로, 전류는 전압으로 변환하여 해석 할 수 있다.

## 같이 보기
- 인덕션레인지
- LC 회로
- RLC 회로
- 솔레노이드